# 姚金男
姚金男（1995年2月8日—） ，生於福建省福州市，中國女子體操運動員。她亦是一名全能性選手，高低槓、平衡木和自由體操都達到很高水準。現為國家隊及福建體操隊成員。她還有個雙胞胎妹妹姚佳男，當時一同被送去體校，兩年後回家繼續讀書。 

## 簡介
2000年進福州市少體校學習。 
 
2004年進入福建省隊訓練。 
 
2010年1月進入國家隊，教練為王群策、徐驚雷。
 
2011年10月首次參加2011年世界體操錦標賽，奪得女子團體銅牌、個人全能銅牌、平衡木銀牌。

2014年10月，第四十五届世界體操錦標賽高低杠决赛中，姚金男以15.633分得金牌，首次得到世界冠军。

### 受傷事件
在中國隊在倫敦奧運會賽前，姚金男左大腿傷病加劇，導致比賽成績不如理想，沒能進入個人全能決賽。高低槓發揮理想，獲得第四名。

### 莫空翻
「莫空翻」一般稱為「前空翻一周半越槓」，是中國著名女子體操運動員莫慧蘭於1994年4月在澳洲布裏斯班舉行的第29屆世界體操錦標賽高低槓比賽中首次成功使用的，後被國際體操聯合會命名為「莫空翻」。目前國內女子體操選手中，只有姚金男一人能做「莫空翻」。但由於國際體聯再次出台規定，「莫空翻」動作后不擺平杠就會至少有0.3的扣分，那這個動作就沒有使用的價值了，因此在2013年體操世錦賽後決定去掉「莫空翻」。但去掉"莫空翻"後，難度也有7.1，姚金男的整套高低槓動作依然世界領先水平。

### 技術特點
姚金男是中國體操隊一位較為優秀的全能型選手。她四項較為平均，沒有明顯的短腿項目，強項是高低杠。跳馬、高低杠、平衡木、自由操四項的最高難度分別是：5.8、7.0、6.6、6.0。

### 年齡爭議
2013年體操世錦賽比賽後，美國領隊又在炮轟中國隊的年齡造假。按照規定，世錦賽需要16歲以上的選手才能參賽。姚佳男早年是和姚金男一起到體操隊訓練，後來沒有堅持下來。去年奧運會結束時，姚金男回福州，姚建平曾領著姚金男的雙胞胎妹妹姚佳男到機場接機。當時當姐姐的姚金男比姚佳男矮了將近半個頭。當時體操隊的教練解釋，姚金男一直在運動隊，常年的高負荷運動和體重控制，讓她發育比較遲緩，所以會比雙胞胎妹妹矮一些。

### 軼事
教練王群策介紹说，因為姚金男諧音“要金難”，而且她近年始终拿不到世界大赛金牌，才和姚金男父母商量幫她改了名字。
或許是為了更好地衝擊里約奥運金牌，姚金男的教練王群策和她父母商量後，幫她改名為姚梓釔。因為姚金男諧音“要金難”，只是希望改了名字能起到更好的心理暗示的作用。

### 再次受傷
在2015年,姚金男（20歲）在去年55月不慎弄傷肩膀，由于緊接著又亞運會和世界錦標賽等大賽，她帶傷上陣，在這2項賽事個別取得4枚金牌（亞運會）以及南寧世錦賽的高低杠冠軍，不過在傷勢逐漸加重后，中國體操隊決定讓姚金男在今年2月前往美國接受手術。2月中旬順利手術后，她目前投入如跑步和做輕量的力量訓練，因此缺席了2015年的體操世錦賽。

### 外界評價
2011世界錦標賽預賽，姚金男表現很出色，比較穩定，特別勇敢地去挑戰，作為一個年輕選手，第一次參加世界大賽，能夠表現得如此出色，讓國家體操隊很欣慰的。（教練陸善真評）

2014年仁川亞運會體操比賽，主管教練王群策表示姚金男比賽時渾身都是傷，她能夠堅持到這個時候，是因為教練和她的父母給她支持，她就是這樣堅強地走到今天。她的堅強感動了所有人，並希望姚金男能獲得世界冠軍。（主管教練王群策評）

## 主要比賽成績
2003年福建省少年兒童體操錦標賽個人全能冠軍、姿態操冠軍。
 
2006年福建省第十三屆運動會跳馬冠軍。 

2007年“李寧杯”全國少年兒童體操總決賽女子跳馬冠軍。
 
2010年全國體操錦標賽女子個人全能第四名、高低杠第四名。 

2011年體操單項B級世界盃德國科特布斯站，獲得女子高低杠、平衡木、自由體操金牌，成為三冠王。

2011年世界盃多哈站，獲得女子高低杠銅牌、自由體操金牌。

2011年全國體操錦標賽暨世界錦標賽選拔賽，獲得女子個人全能銀牌、高低杠亞軍、自由體操銅牌。

2012年倫敦奧運會，團體第四名，高低杠第四名。

2013年全國體操錦標賽暨全運會預賽，獲得女子個人全能金牌。

2014年仁川亞運會，團體，個人全能，高低杠，自由體操金牌。

2014年世界體操世錦賽, 獲得女子團體銀牌。

2014年世界體操世錦賽, 獲得女子高低杠金牌。

## 自由體操音樂
西城故事 (West Side Story)